# Apfeltrang
Apfeltrang ist ein Gemeindeteil der Gemeinde Ruderatshofen im schwäbischen Landkreis Ostallgäu in Bayern.

## Geografie
Das Kirchdorf liegt in der Planungsregion Allgäu im Norden des Gemeindegebietes, knapp drei Kilometer nördlich von Ruderatshofen am Osthang des Sattlersbuckel. Die Kreisstraße OAL 7/KF 7 von Ruderatshofen nach Kaufbeuren führt hindurch.

## Geschichte
Etwa in den Jahren 600 bis 800 entstand im heutigen Ortszentrum der Urhof, vermutlich ein Ableger der Urmark Altdorf. Keltische und römische Flurnamen weisen auf eine sehr frühe Besiedlung hin. Ein keltischer Name des Ortes lautet Aphaltarwanc, den man etwa mit Apfelbaumebene übersetzen kann, auch das ein Hinweis auf die sehr frühe Besiedlung.
Erstmals urkundlich erwähnt wird Apfeltrang im Jahr 1150, als ein Ritter Volkmar von Affildranc (Apfeltrang) als Zeuge einer großen Schenkung auftritt. Dieser bewohnte wohl zusammen mit seinem Bruder Marquard eine Burg südwestlich des Ortes, deren Burgstall noch heute zu erkennen ist. In den späteren Jahrhunderten wechselten öfter die Herrschaften über den Ort. Der Landesherr war dabei das Hochstift Augsburg. Im Jahr 1796 fand eine Vereinödung (Vorläufer der Flurbereinigung) statt. Dabei wurden Höfe aus dem Ortsinneren ausgelagert, wodurch die Einöden Fuchs, Hefele, Nettengrub und einige Jahre später Fleischer und Dionis entstanden.
Mit dem Reichsdeputationshauptschluss von 1803 kam der Ort zu Bayern. Im Zuge der Verwaltungsreformen im Königreich Bayern entstand mit dem Gemeindeedikt von 1818 die Gemeinde Apfeltrang mit folgenden Orten:
- Apfeltrang mit den Einöden Dionis, Fleischer, Fuchs, Hefele und Nettengrub
- Wenglingen mit den Einöden Lohbauer und Unger

Am 1. Mai 1978 wurde diese Gemeinde anlässlich der Gebietsreform in Bayern nach Ruderatshofen eingegliedert. Am 1. Januar 1982 löste sich der ehemalige Apfeltranger Ortsteil Wenglingen mit den Einöden Lohbauer und Unger durch Volksentscheid von der Gemeinde und wurde an die Nachbargemeinde Aitrang abgetreten.

## Baudenkmäler

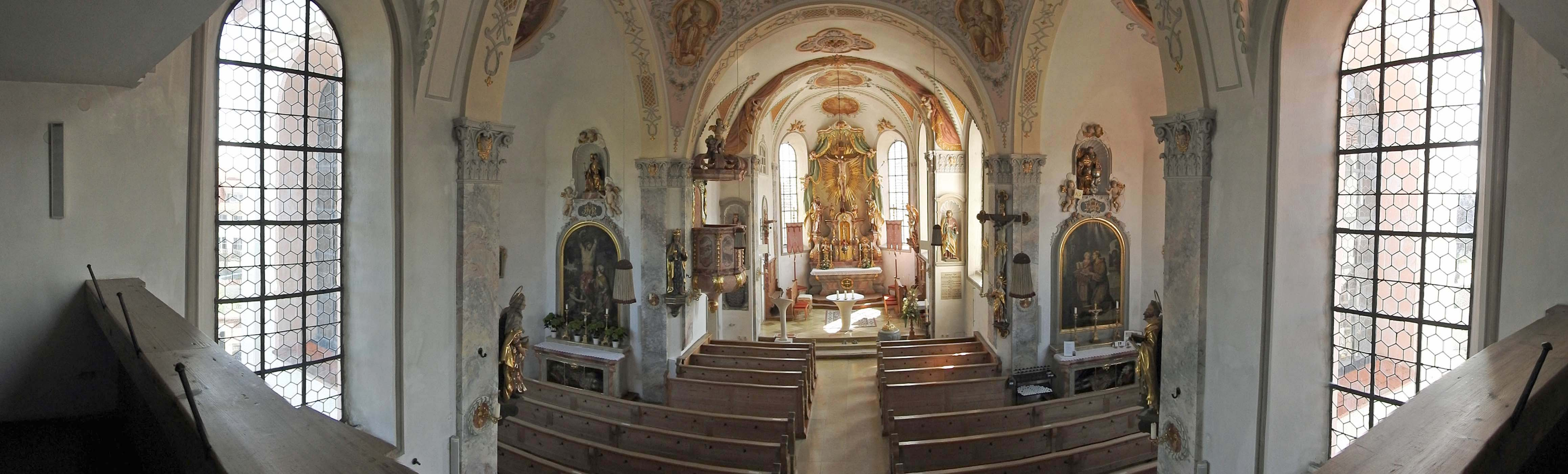
Pfarrkirche St. Michael in Apfeltrang – Innenansicht

- Katholische Pfarrkirche St. Michael